# Damon Huffman
Damon Huffman   (Saugus, 4 de novembre de 1975) és un antic pilot professional de motocròs nord-americà. Va competir als Campionats AMA entre el 1992 i el 2005 i en va guanyar dos títols de supercross de 125cc consecutius amb Suzuki els anys 1994 i 1995. A banda, el 1997 va guanyar el Campionat del Món de supercross amb Honda.

## Palmarès
Títols per any
| Any  | Equip  | Campionat        | Classe       |
| ---- | ------ | ---------------- | ------------ |
| 1994 | Suzuki | AMA Supercross   | 125cc (West) |
| 1995 | Suzuki | AMA Supercross   | 125cc (West) |
|      |        |                  |              |
| 1997 | Honda  | World Supercross | -            |